# Mário Vieira Marques
Mário Vieira Marques (? — ?) foi um político brasileiro.
Foi eleito deputado estadual, pelo PTB, para a 39ª e 40ª Legislaturas da Assembleia Legislativa do Rio Grande do Sul, de 1955 a 1963.